# محمد أباد (ماكو)
محمد أباد هي قرية في مقاطعة ماكو، إيران. يقدر عدد سكانها بـ 82 نسمة بحسب إحصاء 2016.